# Noblella lynchi
Noblella lynchi is een kikker uit de familie Strabomantidae. De soort werd voor het eerst wetenschappelijk beschreven door William Edward Duellman in 1991. Oorspronkelijk werd de wetenschappelijke naam Phyllonastes lynchi gebruikt. De soortaanduiding lynchi is een eerbetoon aan de bioloog John Douglas Lynch.
De soort leeft in Zuid-Amerika en komt endemisch voor in Peru.